# Amifontaine
Amifontaine ist eine französische Gemeinde mit 386 Einwohnern (Stand: 1. Januar 2022) im Département Aisne in der Region Hauts-de-France. Sie gehört zum Arrondissement Laon und zum Kanton Villeneuve-sur-Aisne.

## Lage
Die Gemeinde Amifontaine liegt unmittelbar östlich des Höhenzuges Chemin des Dames und damit schon in den nordwestlichen Ausläufern der Trockenen Champagne (Champagne sèche). Das Flüsschen Miette entspringt in Amifontaine und fließt nach Süden zur Aisne ab. Nachbargemeinden sind Sissonne im Norden, La Malmaison im Osten, Prouvais im Südosten, Juvincourt-et-Damary im Süden, Corbeny im Südwesten und Berrieux im Westen. Im Norden hat die Gemeinde einen Anteil am großen Truppenübungsplatz Camp de Sissonne. Durch den Westen der Gemeinde führt die Autoroute A26.

## Bevölkerungsentwicklung
| Jahr                       | 1962 | 1968 | 1975 | 1982 | 1990 | 1999 | 2006 | 2014 | 2021 |
| -------------------------- | ---- | ---- | ---- | ---- | ---- | ---- | ---- | ---- | ---- |
| Einwohner                  | 440  | 417  | 420  | 376  | 351  | 387  | 395  | 413  | 387  |
| Quellen: Cassini und INSEE |      |      |      |      |      |      |      |      |      |

## Sehenswürdigkeiten

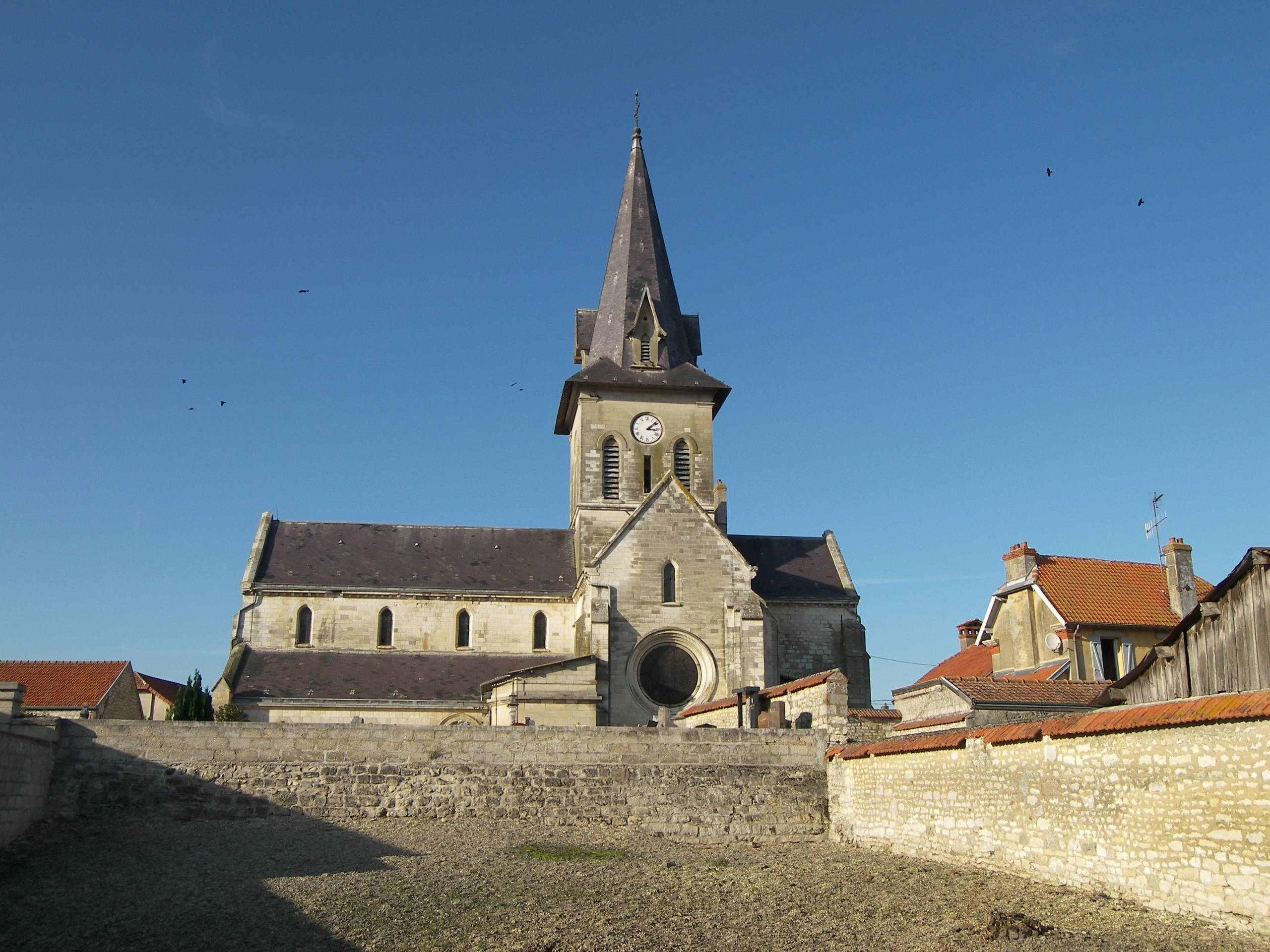
Kirche Saint-Rémi
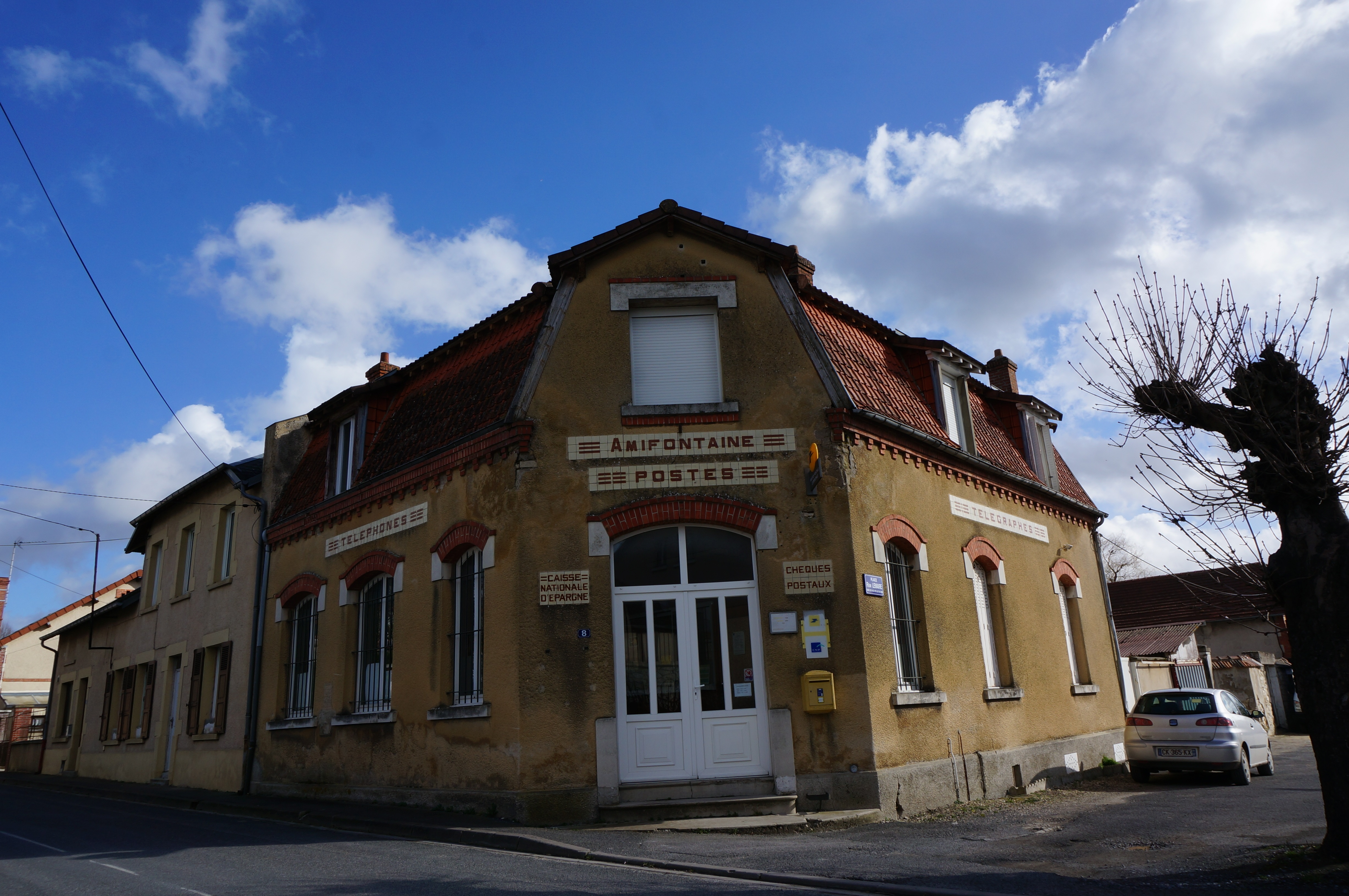
Postamt
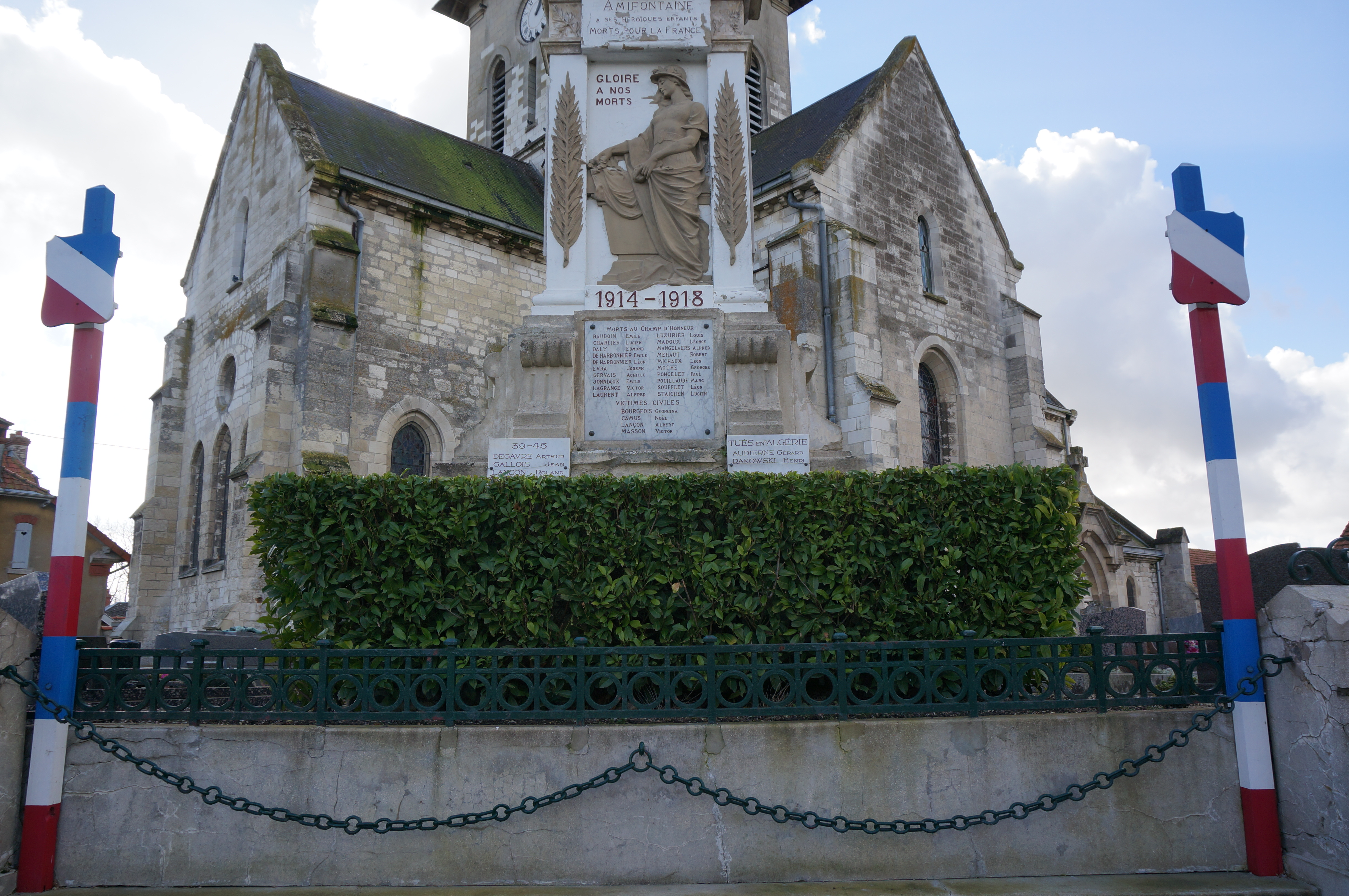
Gefallenendenkmal

- zwei Wassertürme

- Kirche Saint-Rémi
- Postamt
- Gefallenendenkmal